# ویک-سور-نائون
ویک-سور-نائون (به فرانسوی: Vicq-sur-Nahon) یک کمون در فرانسه است که در اندر واقع شده‌است. ویک-سور-نائون ۴۹٫۰۸ کیلومتر مربع مساحت و ۷۶۱ نفر جمعیت دارد و ۱۱۶ متر بالاتر از سطح دریا واقع شده‌است.